# Lengua brasileña de señas
La lengua brasileña de señas (en portugués: Língua brasileira de sinais, abreviado Libras) es la lengua de señas usada por sordos de los centros urbanos brasileños y legalmente reconocida como medio comunicacional y expresión. Está derivada tanto de una lengua de señales autóctona, que es natural de la región o del territorio en que habita, cuánto de la antigua lengua de señas francesa; por eso, es semejante a otras lenguas de señales de Europa y de América. La Libras no es simples gestualización de la lengua portuguesa, pero una lengua a la parte. En Portugal, se adopta la Lengua Gestual Portuguesa (LGP).
Así como las diversas lenguas naturales y humanas existentes, ella es compuesta por niveles lingüísticos como: fonología, morfología, sintaxis y semántica. De la misma forma que en las lenguas orales-auditivas existen palabras, en las lenguas de señales también existen elementos léxicos, que reciben el nombre de señas. La diferencia es su modalidad de articulación, a saber visual-espacial, o kinésico-visual, para otros. Así siendo, la comunicación en Libras no envuelve sólo el conocimientos de las señales, pero el dominio de su gramática para combinar las frases, estableciendo la comunicación de forma correcta, evitando el uso del "portugués señalizado".
Las señas surgen de la combinación de configuraciones de mano, movimientos y de puntos de articulación — locales en el espacio o en el cuerpo donde las señas son hechas — y también de expresiones faciales y corporales que transmiten los sentimientos, que son transmitidos por la entonación de la voz en las lenguas orales, los cuales juntos componen las unidades básicas de esta lengua. Así, la Libras se presenta como un sistema lingüístico de transmisión de ideas y hechos, oriundos de comunidades de personas sordas de Brasil. Como en cualquier lengua, también en la libras, existen diferencias regionales.

## Histórico
El antiguo Instituto de los Sordos, hoy, Instituto Nacional de la Educación de Sordos (INES) fue la primera escuela para sordos en Brasil, fundada en 1857 por Don Pedro II y tuvo cómo primera denominación el nombre Collégio Nacional para Sordos (de ambos sexos). Fue a partir de este, con la inclusión de la antigua lengua de señales brasileña con la antigua lengua de señales francesa, que, definitivamente, nació la Lengua Brasileña de Señas.
Por ser la única institución para sordos en el país y en el continente, el INES fue muy buscado por brasileños y extranjeros, transformándose en referencia en la educación, socialización y profesionalización de sordos.
Sin embargo, en 1880, hubo en Milán un congreso que sugirió el uso de la oralidad en vez de la lengua de señas, al considerarse que esta sería de mejor valía para la educación y el aprendizaje de los sordos. Muchos sordos y profesores criticaron esta acción, pues legitimaban la comunicación señalizada. Además de la lengua de señales diversas otras lenguas minoritarias de Italia sufrieron con la medida.
A través de diversos movimientos y mucha investigación en el área, fue legitimada como lengua la comunicación gestual entre sordos. Fue sólo en el fin del siglo XX  que los movimientos se intensificaron queriendo la oficialización de la Lengua Brasileña de Señas, en 1993 el proyecto de ley entró en la larga batalla para la reglamentación de la Libras en el país.
Aún con una marcha lenta, el progreso para la cultura sorda sucede. El siglo XXI comenzó e hizo la Libras realmente avanzar.
Sólo en el año de 2002 la lengua brasileña de señas fue reconocida como medio legal comunicacional y expresión, a través de la Ley 10.436, de 24 de abril de 2002, a pesar de no poder sustituir la modalidad escrita de la lengua portuguesa. En 2003 fue aprobada a Portaría n.º 3.284, que dispone sobre la accesibilidad de los sordos dentro de las universidades brasileñas. El año siguiente, en 2004, fue ratificado el Decreto n.º 5.296, el cual estableció más prerrogativas legales de accesibilidad.
En 2005, a través del decreto 5.626 la lengua brasileña de señas fue reglamentada como disciplina curricular. Ya en 2007, la estructura de lengua fue aplicada a la Libras, ya que ella es una lengua natural y posee complejidades propias y comunicación eficaz. En 2010 fue reglamentada la profesión de Traductor/Intérprete de Libras a través de la Ley 12.319 de 1° de septiembre de 2010, simbolizando más una gran conquista.
En 6 de julio de 2015, entró en vigor la Ley n.º 13.146, denominada Ley Brasileña de Inclusión de Persona con Deficiencia (Estatuto de la Persona con Deficiencia), la cual incumbió al poder público, entre otras cosas, la oferta de educación bilingüe.
Es deber del Poder Público garantizar acceso y educación para sordos en las escuelas regulares de enseñanza, garantizando su aprendizaje y progresión educacional.

## Legalidad de la Libras
Por lo tanto, a partir de esta Ley,  la Lengua Brasileña de Señas pasó a ser considerada como un medio de comunicación y expresión, y no interpretada sólo por gestos o mímicas. Aún con el pasar de los años la Lengua Brasileña de Señas continúa formando parte de una minoría lingüística en la cual es constituida por sordos y el medio social en que él vive, a través de esta lengua él consigue mostrar su capacidad y su desarrollo en el medio social.
La Lengua Brasileña de Señales (LIBRAS) fue reconocida como la lengua oriunda de las comunidades sordas del país, a través de la ley nº10.436/2002, garantizado el derecho del reconocimiento de la Libras como lengua de manifestación y expresión de las personas sordas en el acceso a la educación, a la salud, a la cultura y al trabajo.
Están garantizadas en Brasil, por parte del poder público en general y empresas concesionarias de servicios públicos, formas institucionalizadas de apoyar el uso y difusión de la lengua brasileña de señas como medio comunicacional objetiva y de utilización corriente de las comunidades sordas de Brasil. El gobierno del estado brasileño de São Paulo produjo un diccionario vuelto para los sordos, elaborado con el objetivo de disminuir al máximo la exclusión digital. Producido en CD-ROM, el diccionario tiene 43 606 entradas, 3 000 vídeos, 4 500 sinónimos y cerca de 3 500 imágenes.
Entre las iniciativas en órganos públicos para posibilitar la accesibilidad a sordos y ciudadanos que se comunican por señas está la presentación de ideas legislativas en Libras por la plataforma brasilera "e-Cidadania". El Senado se convirtió en el primer órgano de Brasil a recibir ideas legislativas por medio de vídeo, en 2019. La primera idea legislativa presentada en Libras ya fue transformada en proyecto de ley.

## Convenciones para la transcripción
La Libras, como las otras lenguas de señales, no tiene un sistema de escritura anchamente adoptado, aunque existan algunas propuestas, como la SignWriting y la «ELiS», que están siendo usadas en algunas escuelas y publicaciones. La ELiS representa la Libras y otra lengua de señales, por medio de «letras» propias, denominadas visografemas, las cuales representan gráficamente los elementos fonológicos de las lenguas de señales, o sea, sus parámetros. El signwriting es también un lenguaje simbólico, que es representada por elementos geométricos y dibujos representativos en forma de gráfico que busca determinar la seña hecha por los parámetros establecidos por la lengua de señas a ser expresada manualmente. Aún mediante esas posibilidades de escritura de la Libras por ella misma, con sistemas que la representan en todos sus niveles lingüísticos, la Libras aún ha sido transcrita usando palabras en portugués que corresponden al significado de las señas, a pesar de esa correspondencia ser muy imprecisa. Para indicar que la palabra en portugués indica una seña, ella es escrita convencionalmente en letras mayúsculas, por ejemplo: LUNA, TORTA.